# إد بيرنارد
إد بيرنارد (بالإنجليزية: Ed Bernard)‏ مواليد 4 يوليو 1939 في فيلادلفيا، هو ممثل أمريكي بدأ مسيرته الفنية سنة 1971. امتدت مسيرته الفنية لأكثر من 34 عاما.

## الأعمال
- شافت
- مانيكس
- إن واي بي دي بلو
- بيكر
- إي آر
- كولد كيس

## روابط خارجية
- إد بيرنارد على موقع IMDb (الإنجليزية)
- إد بيرنارد على موقع ألو سيني (الفرنسية)
- إد بيرنارد على موقع تيرنر كلاسيك موفيز (الإنجليزية)
- إد بيرنارد على موقع أول موفي (الإنجليزية)
- إد بيرنارد على موقع قاعدة بيانات الأفلام السويدية (السويدية)
- إد بيرنارد على موقع قاعدة بيانات الفيلم (الإنجليزية)
- إد بيرنارد على موقع كينوبويسك (الروسية)